# محمد بن أحمد عبد الغني
محمد بن أحمد عبد الغني:(1927م-1996م) الموافق ل (1346 هـ-1417 هـ) سياسي ورئيس حكومة سابق، من مواليد 1927 بمدينة الغزوات، تقلد منصب رئيس الحكومة الجزائرية من 8 مارس 1979 أي في فترة حكم الشاذلي بن جديد
حيت كان المنصب شاغراً منذ 1963 طيلة فترة حكم هواري بومدين، خلفه عبد الحميد براهيمي في 22 يناير 1984

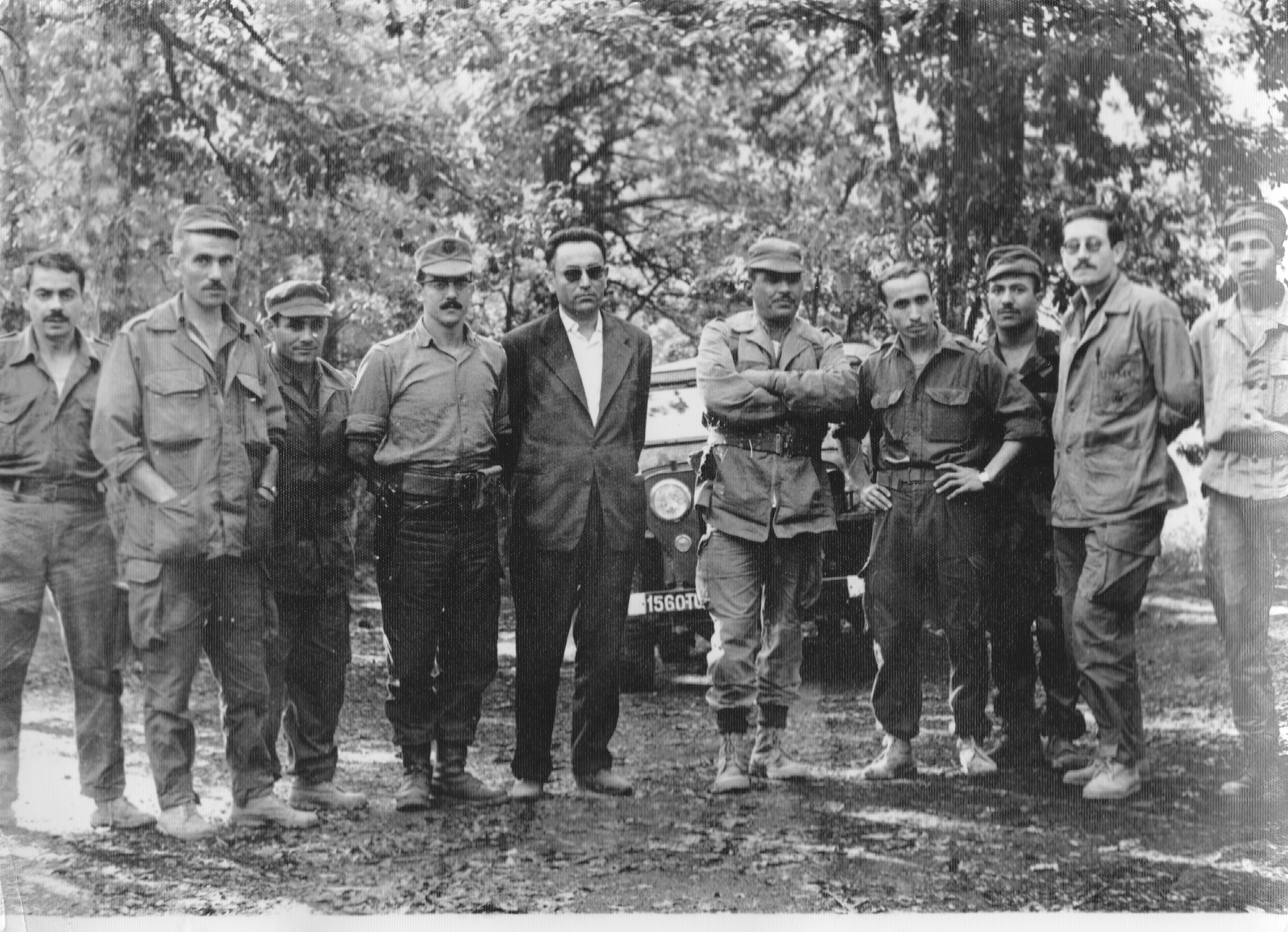
الشاذلي بن جديد ، محمد عبد الغني بن يوسف بن خدة عبد الرحمن بن سالم ، جلول الخطيب هيئة الأركان EMG North منطقة الشمال 1961

## وفاته
توفي في يوم 22 سبتمبر 1996 الموافق ل9 جمادى الأولى 1417 هـ بمدينة الجزائر العاصمة

## روابط خارجية
- محمد بن أحمد عبد الغني على موقع مونزينجر (الألمانية)